# NGC 660
NGC 660 (również PGC 6318 lub UGC 1201) – galaktyka spiralna z poprzeczką (SBa/PRG), znajdująca się w gwiazdozbiorze Ryb w odległości około 40 milionów lat świetlnych od Ziemi. Została odkryta 16 października 1784 roku przez Williama Herschela. NGC 660 jest dostępna obserwacjom prowadzonym przez teleskop o średnicy od 12 cm.

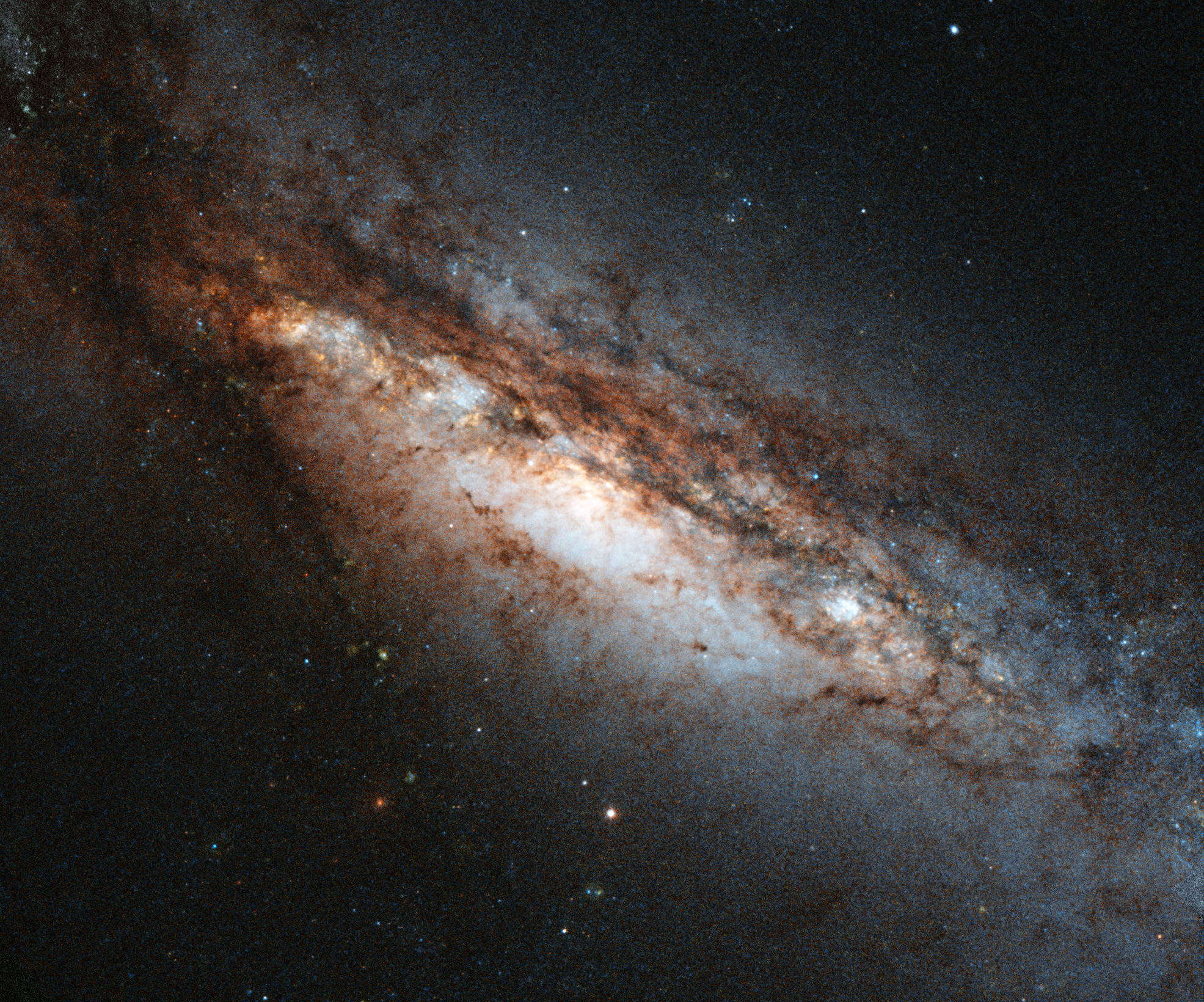
Zbliżenie poprzeczki, zdjęcie z Teleskopu Hubble’a

Galaktyka ta jest zaliczana do biegunowych galaktyk pierścieniowych, gdyż jej specyficzny kształt jest prawdopodobnie spowodowany dawną kolizją z inną galaktyką. Pierścień galaktyki jest znacznie szerszy od jej dysku i rozciąga się na przestrzeni 40 000 lat świetlnych.
Jest to galaktyka z aktywnym jądrem klasyfikowana jako galaktyka Seyferta typu 2 lub LINER. Jest to również galaktyka gwiazdotwórcza.